# Corneille Heymans
Corneille Jean François Heymans (28. března 1892 Gent – 18. července 1968 Knokke) byl belgický fyziolog a farmaceut, nositel Nobelovy ceny za fyziologii a medicínu za rok 1938. Působil od roku 1930 jako profesor farmakologie a ředitel institutu při univerzitě v Gentu. Těžištěm jeho výzkumné činnosti byla regulace dýchání u savců a její ovlivňování nervovým systémem, krevním oběhem a chemickými látkami v krvi.